# USS Beatty (DD-640)
Эскадренный миноносец «Битти» (англ. USS Beatty (DD-640)) — американский эсминец типа Gleaves.
Заложен на верфи Charleston Navy Yard, Чарльстон 1 мая 1941 года. Спущен 20 декабря 1941 года, вступил в строй 7 мая 1942 года.
6 ноября 1943 года тяжело поврежден германскими торпедосцами Ju-88 близ мыса Bougaroun северо-западнее Филиппвиля, Алжир. Позднее переломился и затонул.
Из ВМС США исключён 24 ноября 1943 года.